# Proterochersis
Proterochersis is een geslacht van uitgestorven schildpadden uit het Laat-Trias (Norien) van Europa. Het is bekend van een groot aantal fossielen dat in Duitsland en Polen is gevonden. Samen met Proganochelys is Proterochersis een van de vroegst bekende schildpadden met een volledig gevormd schild. Het geslacht werd in 1913 benoemd op basis van fossiele resten uit Duitsland door Eberhard Fraas, die twee soorten erkende: Proterochersis robusta (de typesoort) en Proterochersis intermedia. Sindsdien hebben Szczygielski en Sulej ontdekt dat de door Fraas beschreven verschillen het gevolg kunnen zijn van intraspecifieke variatie, wat betekent dat Proterochersis intermedia synoniem is met Proterochersis robusta. Ze besloten ook om recentere fossiele vondsten uit Polen te classificeren als de nieuwe soort Proterochersis porebensi. Een studie uit 2021 concludeerde dat fossiele resten van schildpadden die in 1865 werden beschreven als Chelytherium obscurum waarschijnlijk synoniem zijn met Proterochersis. Over het algemeen pleiten de regels van de nomenclatuur ervoor dat de oudste taxonomische naam de recentere moet vervangen, maar Szczygielski koos ervoor om de naam Proterochersis te behouden.

## Beschrijving
Fossielen tonen aan dat Proterochersis een schildpad was van gemiddelde grootte, met een koepelvormig schild vergelijkbaar met moderne schildpadden. Het schild bereikte een lengte van ongeveer een halve meter bij de grootste bekende exemplaren. Het schild heeft ook een goed ontwikkelde caudale inkeping aan de achterkant, wat aangeeft dat Proterochesis een redelijk goed ontwikkelde staart zou kunnen hebben gehad, vergelijkbaar met moderne schildpadden.

## Fylogenie
Proterochersis behoort tot de Proterochersidae, die de oudste en meest basale van alle bekende schildpadden vertegenwoordigen. Sommige studies in de jaren 2010 suggereerden dat ze tot de kroongroep van schildpadden behoren, aangezien Proterochersis verschillende anatomische kenmerken bezit die vergelijkbaar zijn met de moderne halswenders (Pleurodira). Als Proterochersis inderdaad een lid van de Pleurodira zou zijn, wat Fraas al vermoedde, zou dit betekenen dat de kroongroep van schildpadden is ontstaan in het Laat-Trias. Meer gedetailleerd onderzoek concludeert echter dat de overeenkomsten met moderne schildpadden het resultaat zijn van convergente evolutie en dat de kroongroep van schildpadden niet verder teruggaat dan het Midden-Jura. Szczygielski en Sulej vonden dat Proterochersis basaler was dan Proganochelys.

## Paleoecologie
De levensstijl van Proterochersis is omstreden. Terwijl histologische gegevens wijzen op een landbewonende levensstijl, suggereert bewijs uit coprolieten dat het in het water levende omnivoren waren.